# Kampung Kelor
Kampung Kelor is een bestuurslaag in het regentschap Tangerang van de provincie Banten, Indonesië. Kampung Kelor telt 8176 inwoners (volkstelling 2010).